# Goniodromitidae
Famille
Les Goniodromitidae sont une famille éteinte de crabes du Jurassique. Elle comprend près de 70 espèces dans dix genres.

## Liste des genres
- † Cycloprosopon Lőrenthey in Lőrenthey & Beurlen, 1929
- † Cyclothyreus Remeš, 1895
- † Distefania Checchia-Rispoli, 1917
- † Eodromites Patrulius, 1959
- † Goniodromites Reuss, 1858
- † Palaeodromites A. Milne-Edwards, 1865
- † Pithonoton von Meyer, 1860
- † Plagiophthalmus Bell, 1863
- † Sabellidromites Schweitzer & Feldmann, 2008
- † Trachynotocarcinus Wright & Collins, 1972

## Référence
- (de) Beurlen, 1932 : Brachyurenreste aus dem Lias von Bornholm mit Beiträgen zur Phylogenie und Systematik der Brachyuren Dekapoden. Paläontologische Zeitschrift, vol. 14, p. 52–66.

## Sources
- (en) De Grave & al., 2009 : A Classification of Living and Fossil Genera of Decapod Crustaceans. Raffles Bulletin of Zoology Supplement, n. 21, p. 1-109.